# Tumbiscatío
Tumbiscatío è un comune del Messico, situato nello stato di Michoacán, il cui capoluogo è la località di Tumbiscatío de Ruiz.